# Maksym Papacz
Maksym Papacz (ur. 5 lipca 1991) – polski trener koszykarski.
Trener koszykówki czynny od 2014 r. Wicemistrz Polski w koszykówce ze Śląskiem Wrocław. Finalista Superpucharu Polski ze Śląskiem Wrocław. Trener indywidualny koszykarzy m.in. reprezentantów Polski, Aleksandra Dziewy, Szymona Tomczaka, Łukasza Kolendy. Zdobywca brązowego medalu PLK ze Śląskiem Wrocław (2024). Zdobywca Superpucharu Polski (2024)

## Osiągnięcia trenerskie

### Drużynowe*
- Wicemistrz:
  - Polski PLK (2023)[2]
  - 1 Ligi Mężczyzn (2021[9], 2022[10]),
- Brązowy medalista PLK (2024)[11]

- Finalista Superpucharu Polski (2023)[3],
- Uczestnik rozgrywek EuroCup (2023, 2024)[12],
- Zdobywca Superpucharu Polski (2024)[13]